# Tempa
Tempa (Duits: Temba) is een plaats in de Estlandse gemeente Hiiumaa, provincie Hiiumaa. De plaats heeft de status van dorp (Estisch: küla).
Tussen 2002 en 2017 was Tempa de hoofdplaats van de gemeente Pühalepa. In oktober 2017 ging Pühalepa op in de fusiegemeente Hiiumaa.

## Bevolking
Het dorp had 19 inwoners op 31 december 2011 en 17 inwoners op 31 december 2021.

## Ligging
De plaats ligt aan de Tugimaantee 80, de secundaire weg van Heltermaa via Kärdla naar Luidja.

## Geschiedenis
Tempa werd voor het eerst genoemd in 1609 onder de naam Temppa Jacob, een boerderij op het landgoed Großenhof (Suuremõisa). In 1688 was Tempa onder de naam Tempaby een dorp geworden (by is Zweeds voor dorp).
Tussen 1977 en 1997 maakte Tempa deel uit van het buurdorp Hellamaa.